# 八幡造
八幡造（はちまんづくり）は、日本の神社建築の様式のひとつである。八幡造りとも表記される。

## 概要
八幡造は、2棟の建物を前後に連結させてひとつの社殿としたものである。代表的な例として宇佐神宮がある。
北野天満宮等の八棟造や、日光東照宮等の権現造は、八幡造の系統に属するとされる。

## 構造
前殿（ぜんでん）・後殿（こうでん）と呼ばれる切妻造・平入の2つの建物を前後に連結させ、中間に1間の相の間（あいのま）が付く。
前殿を外殿・礼殿・細殿・出殿・出居殿といい、後殿を内殿とも呼ぶ。
前殿に椅子、後殿に帳台が置かれ、ともに神座である。昼は前殿、夜は奥殿に神が移動するとされる。

### 屋根
前殿と後殿の軒の接する谷間に金属製の樋を渡して雨水を受ける構造になっている。
側面切妻の破風は、懸魚で修飾される。

### 柱
左右対称で、左右方向には偶数本の柱が配される。

### 壁
正面中央の1か所に観音開き御扉が、相の間の両側面にも扉が設けられている。
外側には回縁が廻らされる。

### 床
相の間の床だけ低いのが古式である。石清水八幡宮はこの形式であり、さらに遡るとこの部分は土間であったとされる。

## 八幡造の代表例
- 国宝
  - 宇佐神宮上宮本殿（大分県）[4][5][6]
  - 石清水八幡宮上院社殿（京都府）[7]
- 重要文化財
  - 伊佐爾波神社本殿（愛媛県）
  - 柞原八幡宮本殿（大分県）[8]